# Buteo regalis
El busardo herrumbroso, gavilán herrumbroso, águila ferruginosa o halcón ferruginoso (Buteo regalis) es una especie de ave accipitriforme de la familia Accipitridae presente en buena parte de los Estados Unidos, sur de Canadá y el norte de México; no se conocen subespecies.